# Fotoromanza
Fotoromanza è un brano musicale della cantautrice italiana Gianna Nannini, pubblicato il 26 marzo 1984 e incluso nell'omonimo singolo e nell'album Puzzle. 

## Descrizione
Fu pubblicato dalla casa discografica Dischi Ricordi nella primavera del 1984 e divenne una delle canzoni più note della cantautrice, che con questo brano vinse il Festivalbar in quello stesso anno. La canzone venne inserita nella compilation della manifestazione e raggiunse la vetta della classifica italiana, diventando uno dei singoli più venduti dell'anno, oltre a raggiungere la quarta posizione in Svizzera.
Sul lato B del 45 giri è incisa Venerdì notte (mai pubblicata su album).
Fu il primo singolo della Nannini a ottenere un vasto riscontro di pubblico, quantunque in Germania l'artista fosse già molto acclamata e vendesse molto più che in Italia. La Nannini definì questo exploit "un successo involontario", che di fatto le spalancò le porte a una lunga serie di fortunati album e tournée, in grado anche di rivalutare le sue produzioni precedenti.
In questo brano, per i cui testi ha collaborato Raffaella Riva, componente del Gruppo Italiano, la Nannini ironizza sui cliché delle storie sentimentali, presenti in numerose canzoni ma anche nel frasario tipico dei fotoromanzi, in tema di litigi e di stati d'animo delle coppie che, alla prima difficoltà, dipingono il proprio mondo a tinte fosche. Il neologismo del titolo fonde quindi le frasi da fotoromanzo con una melodia ad ampio respiro tipica di una romanza.
La melodia, tra le massime espressioni della musica leggera italiana negli anni ottanta, miscela anche elementi di elettronica con qualche intermezzo hard rock, retaggio degli interessi coltivati dalla Nannini in tema di musica new-wave e altri fermenti musicali europei di quel decennio. 
Entrò nell'immaginario collettivo l'incipit del ritornello "Questo amore è una camera a gas", seguito da altri termini di paragone col segno negativo. Fotoromanza fu recepita con una certa tiepidezza dal pubblico tedesco, forse per le parole "camera a gas" che dovevano avere un prevedibile effetto in Germania quarant'anni dopo la fine della seconda guerra mondiale. La cantante fino ad oggi ha poi eseguito svariate versioni della canzone, anche con tonalità più rock e punk che scatenano un grande riscontro di pubblico nei concerti.

## Videoclip
Il videoclip che ne fu tratto fu diretto da Michelangelo Antonioni, il quale rappresenta in chiave didascalica i versi della canzone, concludendo con una inquadratura dei musicisti che simulano un'asfissia, con riferimento proprio alla camera a gas evocata, altrimenti riconducibile a un avvelenamento, riferito al verso finale "Questo amore è un gelato al veleno". Un'altra inquadratura del video offre uno spunto interpretativo non altrimenti desumibile: al verso "Ti telefono o no? Io non cedo per prima" segue l'inquadratura di Gianna che al contrario prende il telefono in mano. Il video fu realizzato negli studi della Etabeta alla Safa Palatino con Luigi Del Mastro in qualità di supervisore.

## Tracce
1. Fotoromanza – 4:27
2. Venerdì notte – 3:18

## Hit Parade Italia - Classifica Singoli
| Settimana | 01 | 02 | 03 | 04 | 05 | 06 | 07 | 08 | 09 | 10 | 11 | 12 | 13 | 14 | 15 | 16 | 17 | 18 |
| --------- | -- | -- | -- | -- | -- | -- | -- | -- | -- | -- | -- | -- | -- | -- | -- | -- | -- | -- |
| Posizione | 7  | 2  | 2  | 2  | 2  | 2  | 1  | 1  | 1  | 1  | 3  | 3  | 6  | 6  | 8  | 8  | 8  | 8  |

## Classifiche

### Classifiche settimanali
| Classifica (1984) | Posizione massima |
| ----------------- | ----------------- |
| Germania          | 60                |
| Svizzera          | 4                 |
| Classifica (2007) | Posizione massima |
| Italia            | 44                |